# Tamerlan Tmenov
Tamerlan Tmenov (n. 27 iulie 1977, Ordjonikidze, RSFS Rusă, URSS) este un judocan ce a reprezentat Rusia, medaliat olimpic. A participat la 3 ediții ale Jocurilor Olimpice (2000, 2004, 2008) în care a câștigat o medalie de argint și o medalie de bronz.